# Хованський Юрій Михайлович
Юрій Михайлович Хованський (нар. 19 січня 1990 року, Нікольськ, Пензенська область, СРСР) — російський відеоблогер. Веде блог на YouTube. Випускає музичні кліпи в жанрі реп під псевдонімом «MC Хованський». Раніше вів стендап-шоу.У середовищі Рунету має статус скандального блогера.
Закінчив Санкт-Петербурзький державний економічний університет заочно. Перекладав і озвучував виступи американських стендап-коміків. Працював на інтернет-радіо Maddyson.fm. Випускав блоги на сайті «Спасибі, Єва!», потім перебрався в YouTube. Першу стійку популярність на сервісі знайшов завдяки співпраці з блогером Іллею Медісоном.
Входить в Топ-10 відеоблогерів Санкт-Петербурга за версією інформаційного агентства «Росбалт». Хованський рівняється на творчість американського коміка Енді Кауфмана.
Хованському належать скандальні висловлювання про Віктора Цоя, Михайла Горшенєва, Федора Ємельяненка, РПЦ і Pussy Riot; він відомий конфліктами з російськими реп-виконавцями, такими як Noize MC, Kristina Si, Баста, Птаха.
Виступає суддею на баттл-майданчику Versus Battle. У 2016 році брав участь в реп-баттлі з іншим відеоблогером Дмитром Ларіним. Відеоролик з баттлів зібрав понад 27 млн переглядів на YouTube і посів друге місце в Росії і сьоме в Україні за переглядами в 2016 році. Після баттла почав записувати музичні кліпи в образі гангстера. Уже вийшли такі кліпи як «Батя в здании», разом з Біг Рашн Боссом «Кто, если не мы»", «Шум», «Прости меня, Оксимирон», «Шёпот стволов», «Ave Hova» і спільний з Миколаєм Соболєвим і Ніком Черніковим «Пиво пьёт». Всі вони набирають мільйони переглядів на YouTube.
Озвучив огр-мага в російській неофіційній локалізації гри Dota 2. У 2016 році був наставником команди «Not a player» в рамках кіберспортивного турніру по Dota 2 «КіберБитва», організованого «Мегафоном». Написав статтю для колонки vc.ru.
У червні 2014 року був ініціатором петиції про «перевірку Олени Мізуліної на психічне здоров'я» через її висловлювання. Петиція зібрала більше 116 тис. підписів.